# Уомак, Бобби
Бобби Уомак (англ. Bobby Womack, полное имя Robert Dwayne Womack; 4 марта 1944 — 27 июня 2014) — афроамериканский певец, гитарист, автор песен в стилистике ритм-энд-блюза. В начале 1960-х записывался вместе со своими братьями в составе коллектива Womack Brothers. Их продюсером выступал Сэм Кук, после убийства которого Уомак изумил многих поклонников, женившись на его вдове Барбаре. (Младший брат Бобби впоследствии взял в жёны дочь Барбары и Кука).

## Биография
В 1964 году кавер-версия песни Уомака «It’s All Over Now» в исполнении английской рок-группы The Rolling Stones заняла первую строчку в британских чартах. Во второй половине 1960-х Уомак писал песни для Уилсона Пикетта («I’m in Love»); выступал гитаристом с такими исполнителями как Арета Франклин, Уилсон Пикетт и Сэм Кук. Последний продюсировал семейную группу Уомаков — The Valentinos.
В 1968 году первый большой хит случился и в карьере самого Бобби Уомака, правда, исполнял он чужую песню — «California Dreamin’» авторства The Mamas And The Papas.
С наступлением 1970-х годов он наконец достиг успеха в качестве сольного исполнителя («Lookin' for Love», «Across 110th Street», «If You Think You’re Lonely Now»). Вместе с джазовым гитаристом Габором Сабо он сочинил композицию «Breezin'», которая позднее стала хитом в исполнении Джорджа Бенсона. Голос исполнителя звучал на записях фанковой группы Sly And The Family Stone, его песня «Trust Me» вошла в классический диск Дженис Джоплин «Pearl» (1971).
В 1972 году его песня «Across 110th Street» прозвучала в одноимённом фильме жанра «блэксплуатация», став не только визитной карточкой картины, но и во многом саундом эпохи. В середине 1990-х гг. Квентин Тарантино в фильме «Джеки Браун» выбрал «Across 110th Street» на роль песни для начальных титров, вернув ей былую популярность.
Его записи органично вписались в современное звучание ритм-энд-блюза и продолжали пользоваться спросом в 1980-е и 1990-е годы.
Он продолжал сочинять, играть и выступал с Ронни Вудом, The Crusaders, Патти Лабель. Однако его собственная карьера сходила на «нет», во многом из-за пристрастия к наркотикам.
В 2012 году певцу удалили опухоль прямой кишки. После этого он на некоторое время вернулся к активной творческой жизни. Он записал и выпустил свой последний альбом «The Bravest Man in the Universe» («Самый смелый человек во Вселенной») под продюсерским руководством Дэймона Албарна. В нём появились новые песни Уомака за 18 лет, которые попали в ведущие чарты, а исполнитель получил престижную премию журнала «Q». Впоследствии исполнитель активно гастролировал и мечтал выпустить ещё один диск с музыкой в стиле блюз.
Бобби Уомак скончался в возрасте 70 лет у себя дома в Тарзана, Калифорния. Он страдал от многочисленных проблем со здоровьем, включая рак простаты, толстой кишки, пневмонию и болезнь Альцгеймера.

## Интересные факты
- Над записью альбома «Resurrection» (1994) работали Кит Ричардс, Род Стюарт и Стиви Уандер.
- Песня Уомэка «Across 110th Street» звучит в начальных и финальных титрах фильма Квентина Тарантино «Джеки Браун».
- В суперхите Мэрайи Кэри «We Belong Together» (2005) есть строчки: «Я не могу заснуть по ночам, Все мои мысли о тебе, Бобби Уомэк на радиоволнах, Поёт для меня „If you think you’re lonely now“».